# Nupserha cauta
Nupserha cauta là một loài bọ cánh cứng trong họ Cerambycidae.